# Alex Ekwueme University
A Universidade Federal Ndufu Alike Ikwo (FUNAI) é uma universidade fundada em 2011 da Nigéria, localizada na área de governo local de Ndufu Alike Ikwo, no estado de Ebonyi que se localiza no sudeste da Nigéria.

## Organização
A universidade tem 7 faculdades: